# Hyperolius marmoratus
Hyperolius marmoratus (tên tiếng Anh: Painted Reed Frog) là một loài ếch thuộc họ Hyperoliidae.
Loài này có ở Malawi, Mozambique, Nam Phi, Swaziland, Zimbabwe, có thể cả Botswana, có thể cả Lesotho, và có thể cả Tanzania.
Loài này có ở phạm vi môi trường sống tự nhiên rộng, bao gồm rừng, savanna, rừng cây bụi, vùng đồng cỏ, sông ngòi, đầm nước, và hồ nước ngọt, hồ nước ngọt có nước theo mùa.

## Hình ảnh

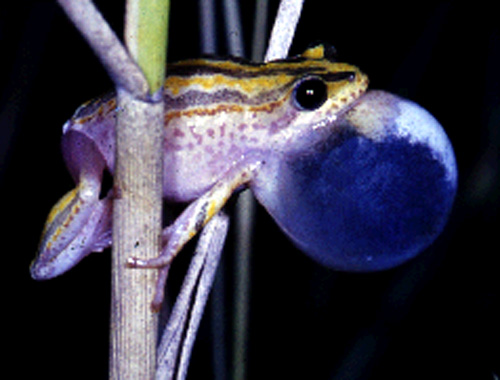
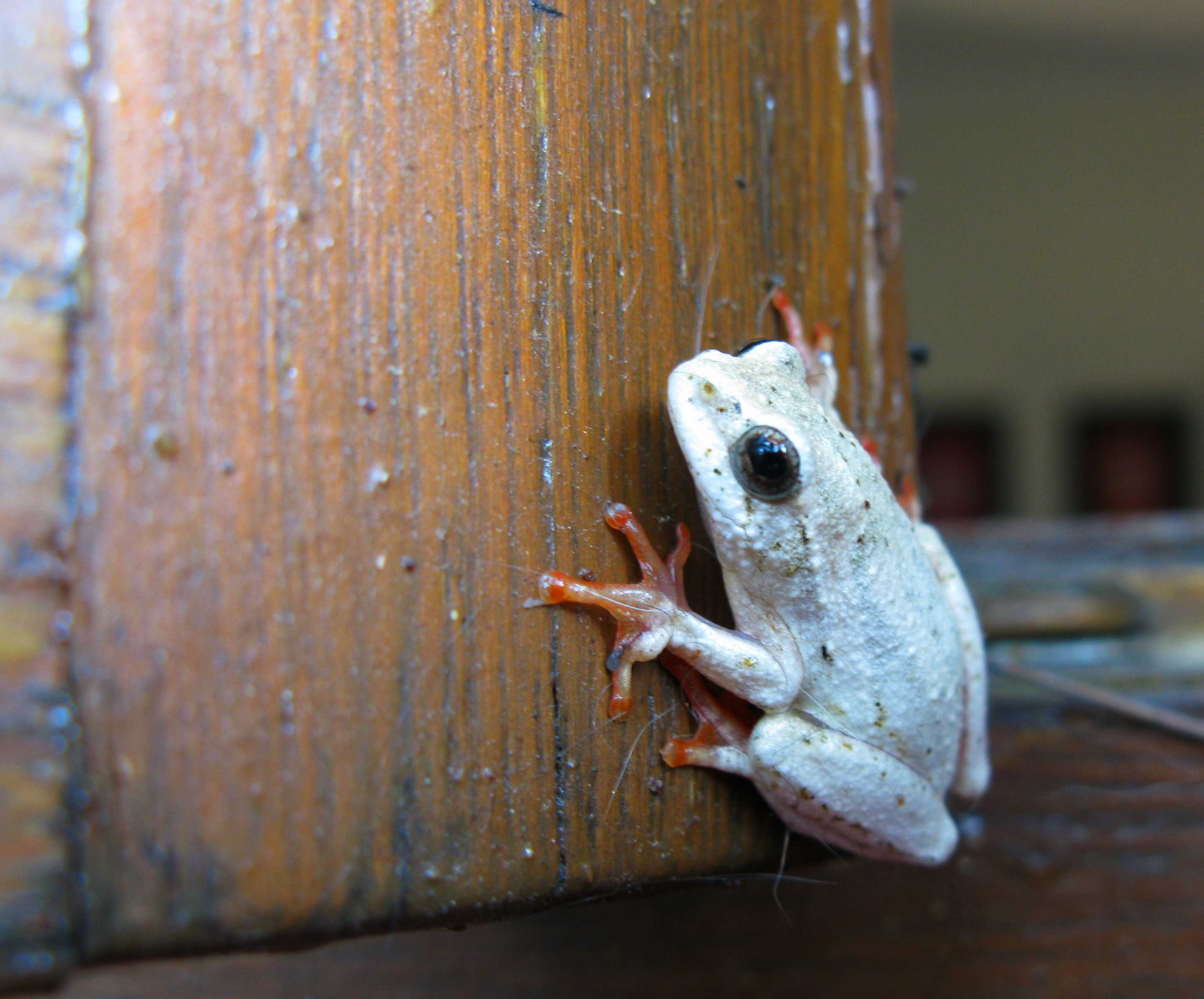